# ポストバス

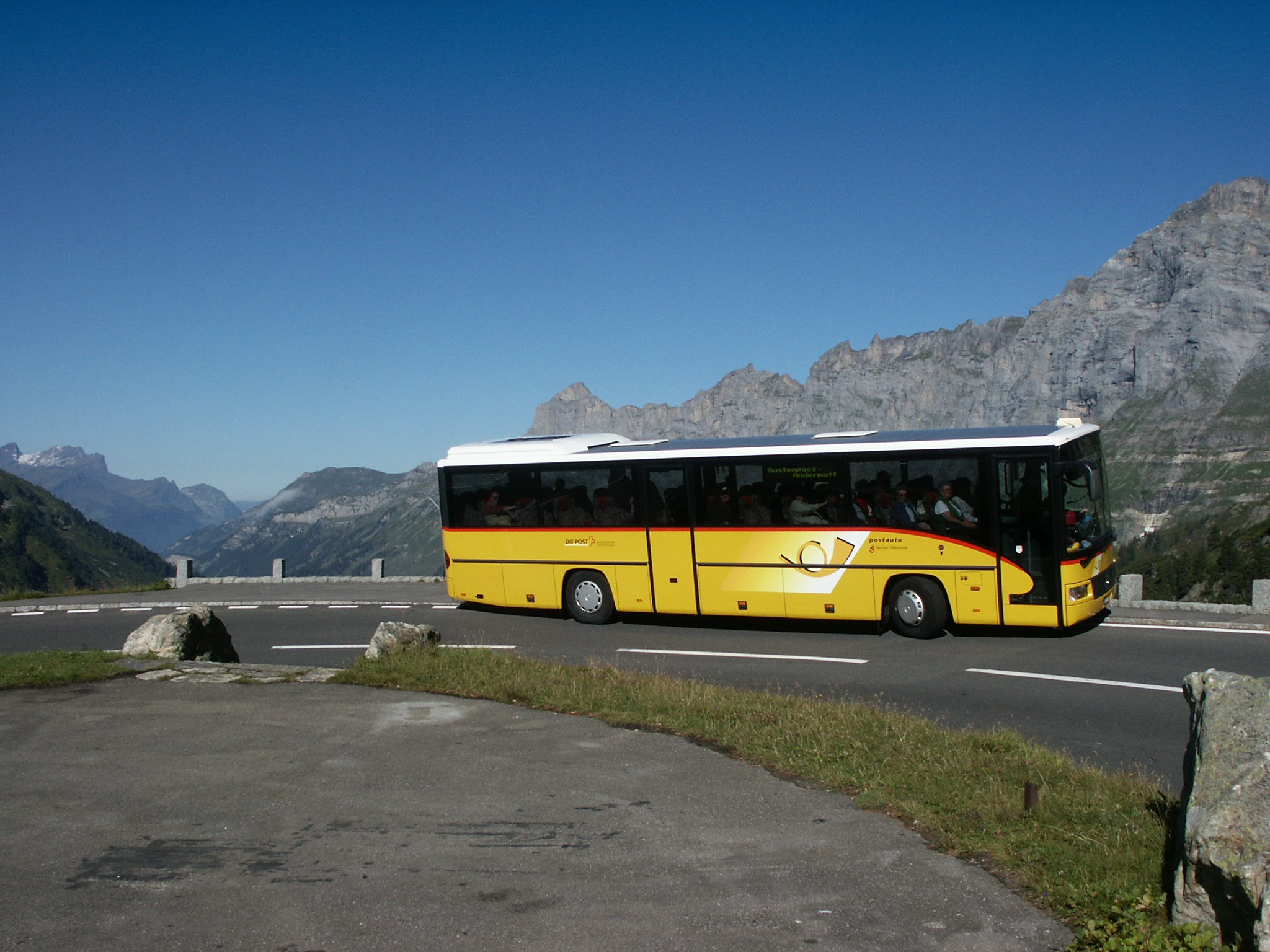
スーステン峠を走るPTTバス

ポストバスとは、旅客と郵便物を輸送するバスのことである。スイス、オーストリア、イギリスなどで導入されている。ポストバス（PTTバス）はスイスではスイスポスト、オーストリアでは連邦鉄道（ÖBB）の子会社が運営している。スイスでは黄色地にホルンのマークが入った車体、オーストリアではグレーの車体である。

## スイス
スイスでは郵便馬車を起源とするポストバスが山岳地帯を含む全土をカバーしており一部は観光ルートになっている。スイスでは電信電話事業が民営化されたが、それ以後も郵便事業とポストバスに関して郵政省の管轄とされている。
1849年、スイスのベルンとDetlingen間で馬車による運行が始まったのが最初。1906年6月1日には、エンジン付きのバスが、ベルンとDetlingenおよびPapiermühleを結び運行されるようになった。
鉄道の通っていない地域を通る路線や、景勝地を走る路線もあり、観光客にも利用されている。国内への観光客誘致のために発行されているスイスパス所持者は、スイス国内で、有効期限内ならパスを提示するだけで利用できる。スイスを利用可能なユーレイルパスでは乗車できない。

## イギリス
イギリスではバス事業の規制緩和が行われた際に過疎地域の赤字路線からバス事業者が撤退するおそれがあったため、自治体が運行補助を行う路線とその運賃や運行頻度などを入札にかけ、原則として最低価格を提示した企業が応札する補助金入札制が導入された。補助金入札には公営企業も参加することができ、イギリス各地で郵便集配車を運行するロイヤルメイルが落札する例も多く、郵便集配車による旅客輸送が行われている。